# Булњевил
Булњевил (фр. Bulgnéville) насеље је и општина у североисточној Француској у региону Лорена, у департману Вогези која припада префектури Нефшато.
По подацима из 2011. године у општини је живело 1463 становника, а густина насељености је износила 109,75 становника/km². Општина се простире на површини од 13,33 km². Налази се на средњој надморској висини од 347 m метара (максималној 439 m, а минималној 328 m m).

## Демографија
| 1962. | 1968. | 1975. | 1982. | 1990. | 1999. | 2011. |
| ----- | ----- | ----- | ----- | ----- | ----- | ----- |
| 880   | 995   | 1.128 | 1.220 | 1.260 | 1.286 | 1.463 |

График промене броја становника у току последњих година